# 爱德华·威尔莫特·布莱登
爱德华·威尔莫特·布莱登（英語：Edward Wilmot Blyden；1832年8月3日—1912年2月7日），利比里亚作家。

## 生平
在美属维尔京群岛圣托马斯岛出生。1850年他移居利比里亚，1880年成为利比里亚学院院长。担任过政府要职。曾于1860年至1862年、1878年至1888年两度担任利比里亚国务卿。1861年和1880年为美国长老会大会委员。晚年移居英属塞拉利昂直到1912年逝世。
他擅长拉丁文、希腊文、西班牙文、希伯来文和阿拉伯文等多种文字。主要著作有《利比里亚的贡献》《古代史中的黑人》《利比里亚的过去、现在和将来》《利比里亚面临的问题》《欧洲面前的西非》《基督教、伊斯兰教和黑种人》等。
布莱登相信受到歧视的非裔美国人有责任返回非洲大陆，为非洲的发展作出贡献。